# Samba-exaltação
La samba-exaltação est un genre musical dérivé de la samba apparu en 1939.
Le moment inaugural de ce style de samba moins rustique et plus sophistiqué, exaltant les qualités et la grandeur du pays, fut la composition musicale Aquarela do Brasil, d'Ary Barroso du Minas Gerais. La première audition est celle de la chanteuse Aracy Cortes, à qui Ary doit également la consécration de son nom auprès du public et dans le monde artistique.
Un deuxième moment important pour la consolidation de la samba-exaltação a été l'inclusion de la chanson Aquarela do Brasil dans le film de Walt Disney, Saludos Amigos, promouvant, pour la première fois, les rythmes brésiliens à l'échelle internationale. Le succès a amené les yeux du monde entier à se tourner vers la musique brésilienne.
Caractérisé par des compositions « métarégionales », le chauvinisme observé dans les compositions exalte, pour ainsi dire, la culture et la nature du pays dans son ensemble et non un folklore spécifique, constituant le premier moment d'exportation de la musique populaire, présentant les couleurs, les aquarelle du pays et du reste du monde.